# エディス・ペンローズ
エディス・エルーラ・ティルトン・ペンローズ（Edith Elura Tilton Penrose, 1914年11月5日 - 1996年10月11日）は、今日の経営戦略において重要な考え方の一つであるリソース・ベース理論のアイディアの源泉になった理論を提示した経済学者である。

## 思想
クラシカルな経済学では企業は単なる生産量としか見られていなかったが、E.T.ペンローズは管理組織体とか生産的リソースの集合体として捉え、成長する企業のモデルを模索した。

## 略歴
ロサンゼルスに生まれる。地元の大学を卒業した後、ジョンズ・ホプキンズ大学にて修士号を取得。卒業後はロンドンのアメリカ大使館に勤務した後、バグダットで石油関連企業の研究に携わる。政変で不安定になったイランを去った後、INSEADで教鞭をとる。

## 著書
- E.T.ペンローズ、末松　玄六訳『会社成長の理論（第二版）』ダイヤモンド社(1980年)
- E.T.Penrose,The Theory Of The Growth Of The Firm Twentry-Five Years After, ACTA UNIVERSITATIS UPSALIENSIS,Studia Oeconomiae Negotiorum 20, Uppsala 1985